# Distretto di San Pedro (Cusco)
Il distretto di San Pedro è uno degli otto distretti della provincia di Canchis, in Perù. Si trova nella regione di Cusco.